# Arlette Laguiller
Arlette Yvonne Laguiller (Parigi, 18 marzo 1940) è una politica e attivista francese. È stata la prima donna a candidarsi alle elezioni presidenziali francesi, del 1974. 

## Biografia
Nata in una famiglia modesta, il padre Louis Laguiller era impiegato assicurativo, mentre la madre Suzanne Janin era segretaria. Entrambi i genitori, a causa della guerra, non mantennero i loro mestieri in maniera continuativa, e perennemente erano disoccupati.
Ex impiegata della banca Crédit Lyonnais, da giovane ha militato in varie organizzazioni di estrema sinistra finché nel 1968 si è iscritta a Lotta Operaia, partito di ispirazione trotskista di cui è stata la portavoce nazionale dal 1973 al 2008.
Si è candidata alle elezioni presidenziali del 1974 ed ha ottenuto il 2,33% dei voti; ha riproposto la sua candidatura per l'Eliseo anche nel 1981, nel 1988, nel 1995, 2002, e nel 2007, raccogliendo sempre simili percentuali di voti (è andata meglio nel 2002, in cui ha racimolato il 5,72% dei consensi). Detiene il record per il numero di candidati alle presidenziali francesi (sei). 
Nel corso della sua carriera politica Laguiller è stata consigliera comunale di Lilas e regionale d'Ile de France, nonché deputata europeo dal 1999 al 2004. 
Nel secondo turno delle presidenziali del 2002, quando si sfidarono Jacques Chirac e Jean-Marie Le Pen, fu l'unica dirigente politica di un certo peso che non votò per il più moderato tra i candidati, sostenendo che "non si sceglie tra la peste e il colera": paradossalmente dopo questa affermazione perse la stima di numerosi politici di sinistra ma venne parzialmente rivalutata da alcuni esponenti dell'estrema destra.
È stata candidata un'ultima volta all'Eliseo nelle elezioni presidenziali del 2007 dove ha ottenuto al primo turno 487.857 voti (1,33%), venendo esclusa dal successivo ballottaggio.